# Bambuseria de Prafrance
La Bambuseria de Pratfranc (en francès Bambouseraie de Prafrance) és un parc botànic de 34 hectàrees de superfície, situat a Generargues, 2 km al nord d'Andusa (França). La seva existència remunta a l'any 1856, quan Eugène Mazel comença a plantar-hi espècies de bambús. És un parc obert al públic.

## Situació i accés
La bambuseria és al departament francès del Gard, a 11 km al sud-oest d'Alès. L'adreça de l'heretat o possessió és: Domaine de Prafrance, 30140 - Générargues Anduze (Generargues Andusa), i el seu telèfon és el (33) 4 66 61 70 47. Se situa en una vall de clima mediterrani, que rep en mitjana 1100 mm d'aigua a l'any, per bé que les pluges torrencials poden intercalar-se amb períodes de sequera; per a prevenir aquests darrers, el parc té cinc quilòmetres de canals de rec. Obre de l'1 de març al 15 de novembre.

## Història
El nom de Pratfranc prové de l'occità prat franc, que significava "prat lliure d'impostos". Es deformà en francès amb atracció del mot "France" amb voluntat d'afrancesament d'Occitània.
Aquest fou el lloc triat per l'apassionat de la botànica Eugène Mazel, un negociant que s'havia enriquit amb el comerç d'espècies que importava d'Àsia, per a fer-hi una plantació de bambús. La seva fortuna i els seus contactes estrangers li permeteren de portar a Europa plantes que hi eren poc o gens conegudes, i l'any 1856 adquirí aquesta gran heretat per fer-hi el seu jardí. La conservació de la plantació, però, era molt costosa i requeria nombrosos jardiners; Mazel acabà arruïnant-se el 1890 i el Crédit Foncier de France s'emparà de la propietat.
El banc administrà Pratfranc fins que, el 2 de novembre del 1902, Gaston Nègre li compra. Emprengué aleshores el salvament de les col·leccions originals de Mazel, alhora que maldà per ampliar-les. El seu fill Maurice, enginyer agrònom, a partir del 1948 continuà la tasca del pare. Maurice Negre morí accidentalment el 1960, quan treballava per refer els jardins, molt perjudicats per les inundacions del 1958. La seva vídua es feu càrrec de la gestió fins al 1977, quan la rellevaren la seva filla Muriel i el seu gendre Yves Crouzet, també enginyer agrícola.

## Col·leccions
El bosc de Bambús ocupa la major part del parc, i acull nombroses espècies:
- Bambús nans (d'entre 10 i 15 cm d'alçada), Pleioblastus distichus, Pleioblastus fortunei, Pleioblastus pumilus, Pleioblastus pygmaeus, Pleioblastus viridistriatus, Pleioblastus viridistriatus "Chrysophyllus", Pleioblastus viridistriatuss "Vagans", Sasa admirabilis, Sasa masamuneana "Albostriata", Sasa masamuneana "Aureostriata", Shibataea Kumasaca.

- Bambús petits (d'entre 1 i 3 metres), Bambusa multiplex "Elegans", Chimonobambusa marmorea, Chimonobambusa marmorea "Variegata", Fargesia murielae, Fargesia murielae "Harewood", Fargesia murielae "Jumbo", F. murielae "Simba", Fargesia nitida, Fargesia robusta, Hibanobambusa tranquillans "Shiroshima", Pleioblastus chino "Elegantissimus", Pleioblastus shibuyanus "Tsuboï", Sasa latifolia, Sasa palmata "Nebulosa", Sasa tessellata, Sasa tsuboiana, Sasa veitchii, Sinobambusa rubroligula.

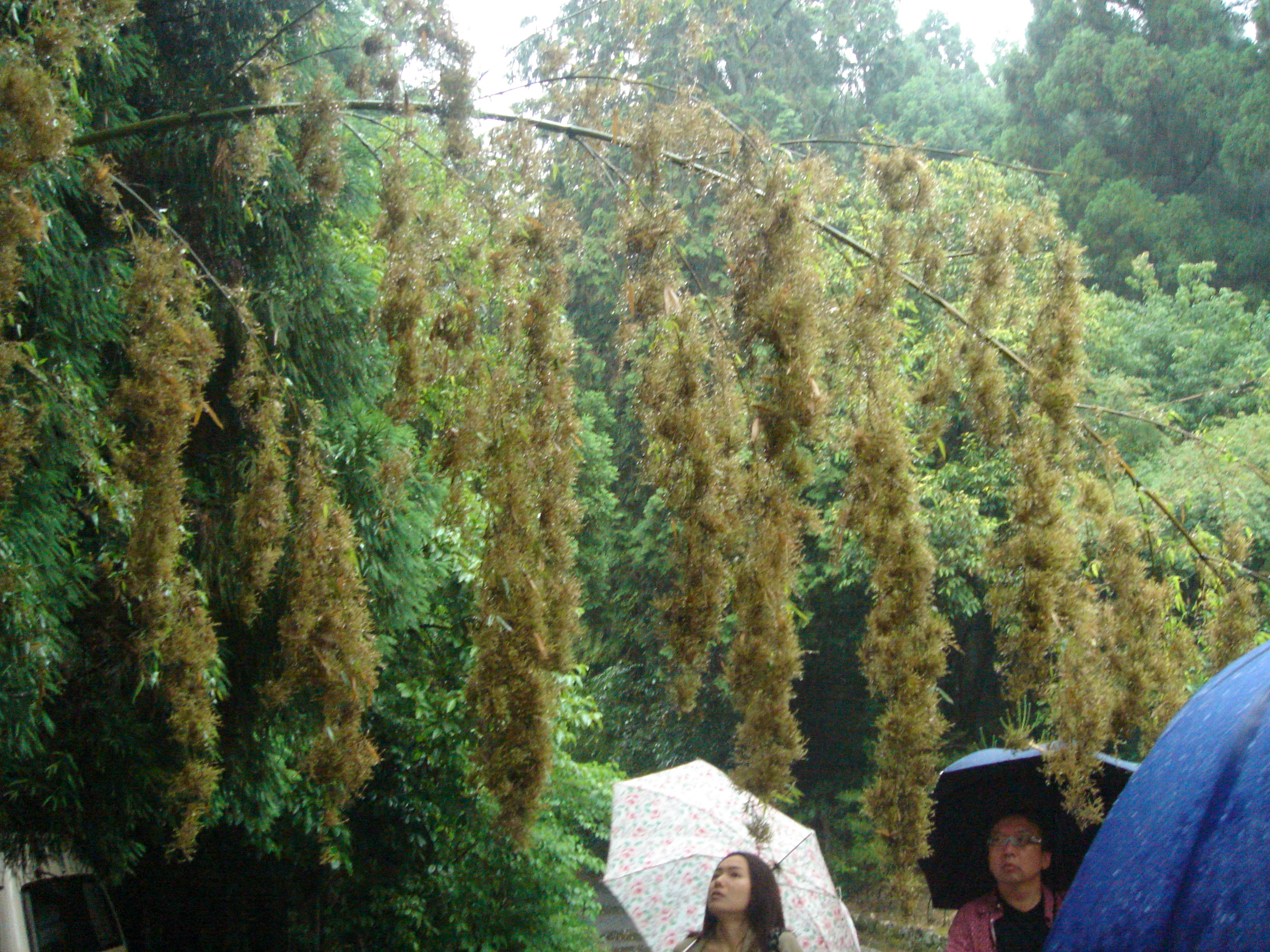
Floració del bambú

- Bambús mitjans (entre els 3 i 8 metres), Arundinaria kunishii, Arundinaria anceps, Bambusa multiplex, Bambusa multiplex "Alphonse Karr", Bambusa multiplex "Golden goddess", Bambusa ventricosa, Bambusa ventricosa "Kimmei", Chimonobambusa quadrangularis, Chimonobambusa quadrangularis "Tatejima", Chimonobambusa tumidissinoda, Chusquea coronalis, Hibanobambusa tranquillans, Himalayacalamus asper, Otatea acuminata, Phyllostachys arcana "Luteosulcata", Phyllostachys aurea, Phyllostachys aurea "Flavescens inversa", Phyllostachys aurea "Holochrysa", Phyllostachys aurea "Koi", Phyllostachys aureosulcata, Phyllostachys aureosulcata "Aureocaulis", Phyllostachys aureosulcata "Spectabilis", Phyllostachys bambusoides "Marliacea", Phyllostachys bambusoides "Subvariegata", Phyllostachys bissetii, Phyllostachys dulcis, Phyllostachys flexuosa, Phyllostachys glauca, Phyllostachys heteroclada, Phyllostachys humilis, Phyllostachys manii, Phyllostachys meyeri, Phyllostachys nidularia, Phyllostachys nigra, Phyllostachys nuda, Phyllostachys nuda "Localis", Phyllostachys pubescens "Heterocycla", Phyllostachys praecox, Phyllostachys praecox "Viridisulcata", Phyllostachys proprinqua, Phyllostachys rubromarginata, Pleioblastus gramineus, Pleioblastus hindsii, Pleioblastus linearis, Pseudosasa amabilis, Pseudosasa japonica, Pseudosasa japonica "Variegata", Pseudosasa japonica "Tsutsumiana", Semiarundinaria fastuosa, Semiarundinaria makinoi, Semiarundinaria okuboi, Semiarundinaria yashadake "Kimmei", Sinobambusa tootsik, Sinobambusa tootsik "Albovariegata", Thamnocalamus tessellatus.

- Bambús gegants (d'entre 8 i 28 metres), Bambusa arundinacea, Bambusa oldhamii, Bambusa textilis, Bambusa vulgaris "Striata", Phyllostachys bambusoides, Phyllostachys bambusoides "Castillonis", Phyllostachys bambusoides "Castilloni inversa", Phyllostachys bambusoides "Holocrysa", Phyllostachys bambusoides "Tanakae", Phyllostachys edulis "Moso",Phyllostachys makinoi, Phyllostachys nigra "Boryana", Phyllostachys nigra "Henonis", Phyllostachys pubescens (MAZEL), Phyllostachys pubescens "Bicolor", Phyllostachys viridis "Mitis", Phyllostachys viridis "Sulfurea", Phyllostachys vivax, Phyllostachys vivax "Aureocaulis", Phyllostachys vivax "Huanvenzhu", Phyllostachys violascens, Phyllostachys viridiglaucescens.

El microclima particular de la zona ha permès un creixement generós dels bambús, que en certs llocs sembla una veritable selva. Aquesta característica ha estat espletada en diverses pel·lícules, com El salari de la por (de la novel·la El salaire de la peur de Georges Arnaud).

## Seccions
- Laberint
- Jardí japonès
- Col·lecció de Bonsais
- Lotus
- Vallon du dragon, llac envoltat per plantes de poc embalum. Al seu costat hi destaca un Ginkgo biloba centenari
- Hivernacles
- Vivers, on es cultiven exemplars per a la venda
- Granja
- Botigues